# Joanna Shimkus
Joanna Shimkus, född 30 oktober 1943 i Halifax, Nova Scotia, Kanada, är en kanadensisk-amerikansk skådespelerska och fotomodell.
Shimkus är av litauiskt-irländskt ursprung. Hon for till Paris som 19-åring och arbetade som fotomodell, bland annat för modemagasinet Elle. Shimkus medverkade sedan i några internationella filmer, innan hon 1976 gifte sig med den amerikanske skådespelaren Sidney Poitier. Tillsammans har de två döttrar, varav den ena  är skådespelerskan Sydney Tamiia Poitier (född 1973).

## Filmografi i urval
- De l'Amour (1965)
- De äventyrslystna (1967)
- Boom! (1968)
- Urladdning (1969)
- Oskulden och zigenaren (1970)